# Ouled Ahmed Timmi
Ouled Ahmed Timmi là một đô thị thuộc tỉnh Adrar, Algérie. Dân số thời điểm năm 2002 là 11.976 người.